# لیگ بسکتبال زنان لیتوانی

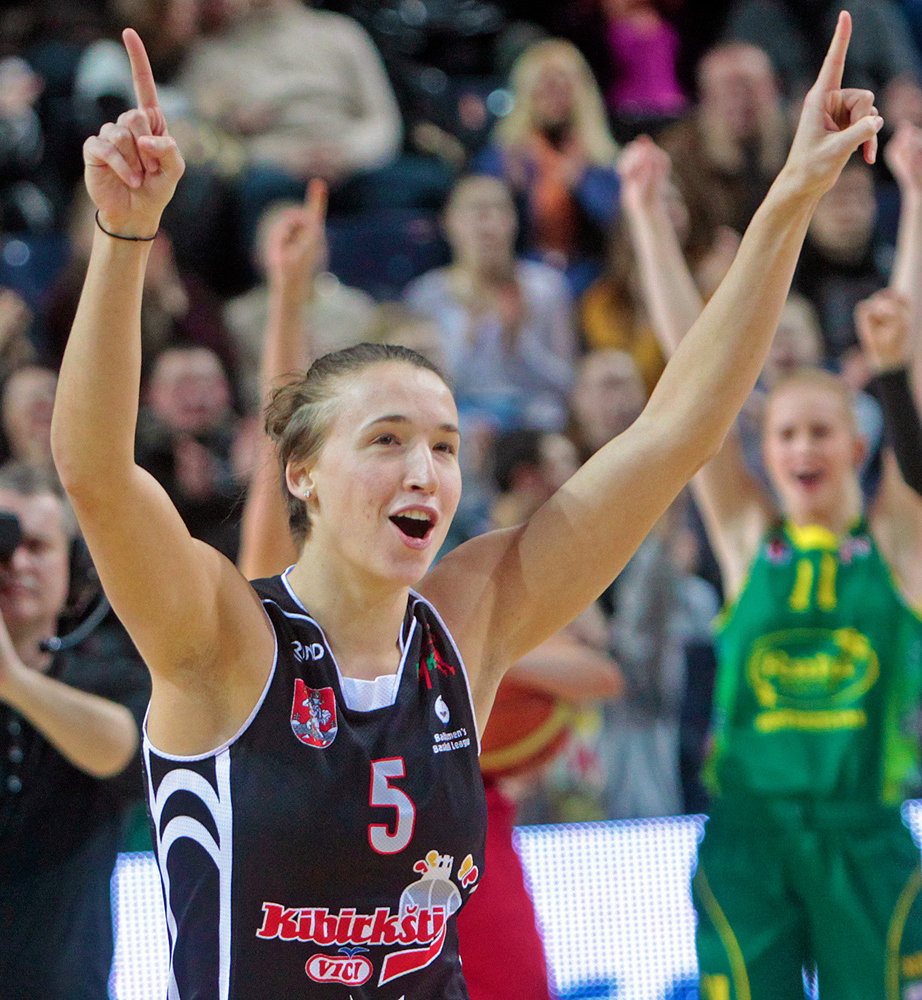
بازی معروف آل استار در لیگ ملی بسکتبال زنان لیتوانی در سال ۲۰۱۳

لیگ بسکتبال زنان لیتوانی (لیتوانیایی: Lietuvos Moterų Krepšinio Lyga(اختصاری LMKL)) دارای هفت تیم است.